# Does It Offend You, Yeah?
Does It Offend You, Yeah? är ett brittiskt electro-rockband från Reading.

## Historia
Does It Offend You, Yeah? grundades i Reading, Storbritannien i april 2006 och släppte sitt första album (You Have No Idea What You're Getting Yourself Into) våren 2008. 2011 kom albumet Don't Say We Didn't Warn You.
Does It Offend You, Yeah? var det nionde mest spelade nya bandet 2008 på last.fm  och var inkluderade på den bästa alternativmusik-listan 2008 på Itunes i USA.
Bandets första album, You Have No Idea What You're Getting Yourself Into (2008), skrevs och framfördes av James Rushent, Rob Bloomfield och Dan Coop. Death From Above 1979s sångare Sebastien Grainger framförde leadsången på låten "Let's Make Out". Under år 2008 ackompanjerades Does It Offend You, Yeah? på scen av gitarristen Morgan Quaintance. År 2009 gick Chloe Duveaux (från bandet Elle Milano) och Matty Derham (från bandet Fields) med i bandet.
De jämfördes med Daft Punk, Justice och Digitalism av RollingStone. Deras "sound" har också jämförts med The Killers eller Gorillaz. NME jämför dem med band som Muse på grund av deras tunga, "live"-präglade ljud.
Leadsångaren James Rushent co-producerade The Prodigys låt "Invaders Must Die" och deras topp fem-hit "Omen". Does It Offend You, Yeah? har remixat låtar från band som Muse, The Raconteurs och Bloc Party.

## Medlemmar
- James Rushent - leadsångare, bas, gitarr, synth
- Dan Coop - synth
- Rob Bloomfield - trummor
- Matty Derham - gitarr, synth, sång
- Chloe Duveaux - bas, sång

## Diskografi
Album
- You Have No Idea What You're Getting Yourself Into (2008) UK #48
- Don't Say We Didn't Warn You (2011) UK #119

EP
- Live @ The Fez (2008)

Singlar
- Weird Science (2007)
- Let's Make Out (2007)
- We Are Rockstars (2008)
- Dawn of the Dead (2008) UK #41
- Epic Last Song (2008) UK #91
- The Monkeys Are Coming (2011)
- Wondering (2011)